# Johann Kaspar Füssli
Johann Kaspar Füssli (Zurique, 9 de março de 1743 — Winterthur, 4 de maio de 1786) foi um pintor e entomólogo suíço.
Sua especialidade era a representação de plantas e insetos. Füssli também foi bibliotecário e professor de desenho num orfanato em Zurique.
Era filho de Johann Caspar Füssli (1706-1782) e de Anna Elisabeth Waser, e irmão do também pintor Heinrich Füssli (1741-1825).

## Obras
- Verzeichnis der ihm bekannten Schweitzerischen Inseckten, mit einer ausgemahlten Kupfertafel : nebst der Ankündigung eines neuen Inseckten Werkes (1775)
- Magazin für die Liebhaber der Entomologie (2 volumes, 1778-1779)
- Neue Magazin für Liebhaber der Entomologie (1781-1786)